# سنت-پرپتو (سانتر-دو-کبک)
سَنت-پِرپِتُو، سانتر-دُو-کِبِک (به فرانسوی: Sainte-Perpétue, Centre-du-Québec) قصبه‌ای در منطقه شهری نیکوله-یاماسکا ناحیه سانتر-دو-کبک در استان کبک کانادا است. در سرشماری سال ۲۰۱۱ این قصبه ۹۸۹ نفر جمعیت داشته‌است و مساحت آن ۷۱٫۱۴ کیلومتر مربع است.